# Pheidole neokohli
Pheidole neokohli é uma espécie de insecto da família Formicidae.
É endémica de República Democrática do Congo.